# Čelákovice
Čelákovice (německy Czelakowitz, resp. Tschelakowitz) jsou město ve Středočeském kraji, v severovýchodní části okresu Praha-východ. Rozkládají se u Labe asi dvacet sedm kilometrů východně od centra Prahy a sedm kilometrů jihovýchodně od města Brandýs nad Labem-Stará Boleslav. Žije zde přibližně 12 tisíc obyvatel. Součástí města jsou i místní části Sedlčánky, Císařská Kuchyně a Záluží.

## Historie
Čelákovice se rozkládají na levém labském břehu a jejich území je osídleno téměř nepřetržitě od mladší doby kamenné. V raném středověku vzniklo hradiště a při jeho západní části byla ve 2. polovině nebo ke konci 10. století zbudována na kamenných základech dřevěná stavba tvrze, nahrazená kolem roku 1300 stavbou z kamene. Tvrz svoji podobu změnila při rozsáhlé přestavbě a přístavbě ve 2. polovině 15. a v 16. století a po snížení zdiva tzv. jižního traktu v roce 1730. Nejstarší písemná zpráva pochází z roku 1290, kdy se Čelákovice staly předmětem prodeje a koupě mezi českým králem Václavem II. a klášterem v Sedlci u Kutné Hory. Předpokládá se, že v této době měla zdejší osada za sebou již více než 200 let trvání. O tom, že se nejednalo o zcela bezvýznamnou vesnici, mluví fakt, že zdejší kamenný kostel postavený na ostrohu východně od tvrze pochází z konce 12. století. První zpráva též označuje Čelákovice za oppidum, což značilo větší osadu (městečko). V držení města se vystřídala řada více či méně významných rodů. Posledním byl rod Krajířů z Krajku a na Mladé Boleslavi, kterým bylo zboží včetně Čelákovic Ferdinandem I. zkonfiskováno, a tak se roku 1547 staly Čelákovice královským komorním městem. 
K formám obživy obyvatel Polabí patřilo od středověku zejména rybářství a zemědělství, od poloviny 19. století také košíkářské řemeslo. Průmyslový rozvoj Čelákovice zasáhl po roce 1900. Roku 1903 založil místní podnikatel Václav Červinka továrnu na zemědělské stroje, později známou jako Červinka a Čihák, továrna na hospodářské stroje v Čelákovicích, o tři roky později byla postavena továrna na akumulátory R. Stabenova (dnešní Kovohutě), v roce 1910 založil Josef Volman továrnu na obráběcí stroje nesoucí jeho jméno, po znárodnění byla přejmenována na TOS.
Po skončení první světové války se staly Čelákovice známé jako místo výletů a odpočinku, zejména díky říčním lázním Grado na labském ostrově.
V důsledku průmyslového rozvoje se ve 20. století změnil původní charakter města. Historické centrum bylo v prvních desetiletích 20. století doplněno předměstím rodinných domů a vil. V roce 1939 realizoval čelákovický stavitel Karel Bíbr projekt Jiřího Štursy a Karla Janů a vznikla cenná funkcionalistická stavba – Volmanova vila. Po druhé světové válce začala převažovat sídlištní výstavba, kterou ukončil až rok 1989.

Archiválie ze sbírek Státního okresního archivu Praha-venkov
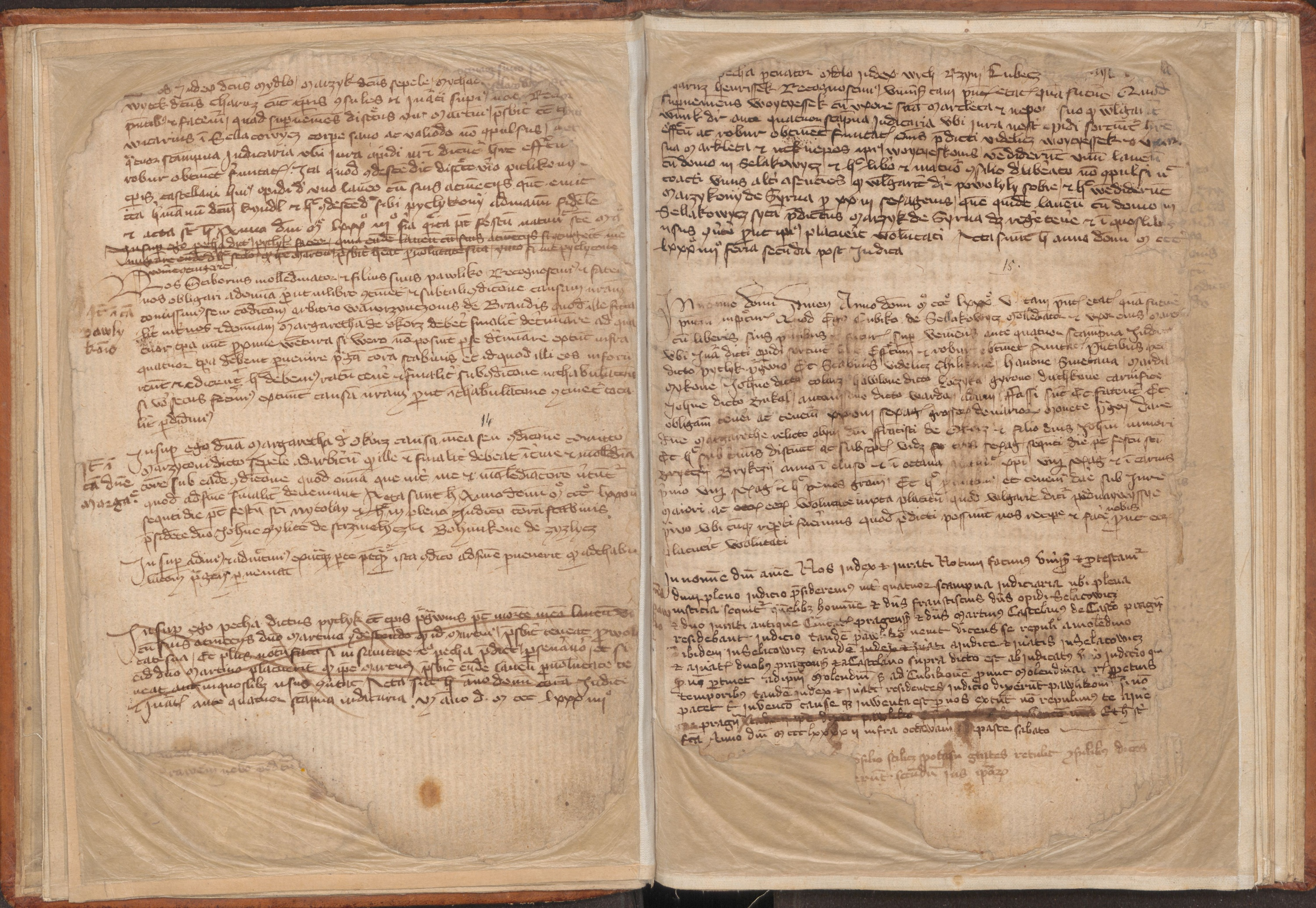
Nejstarší městská kniha Čelákovic od roku 1366
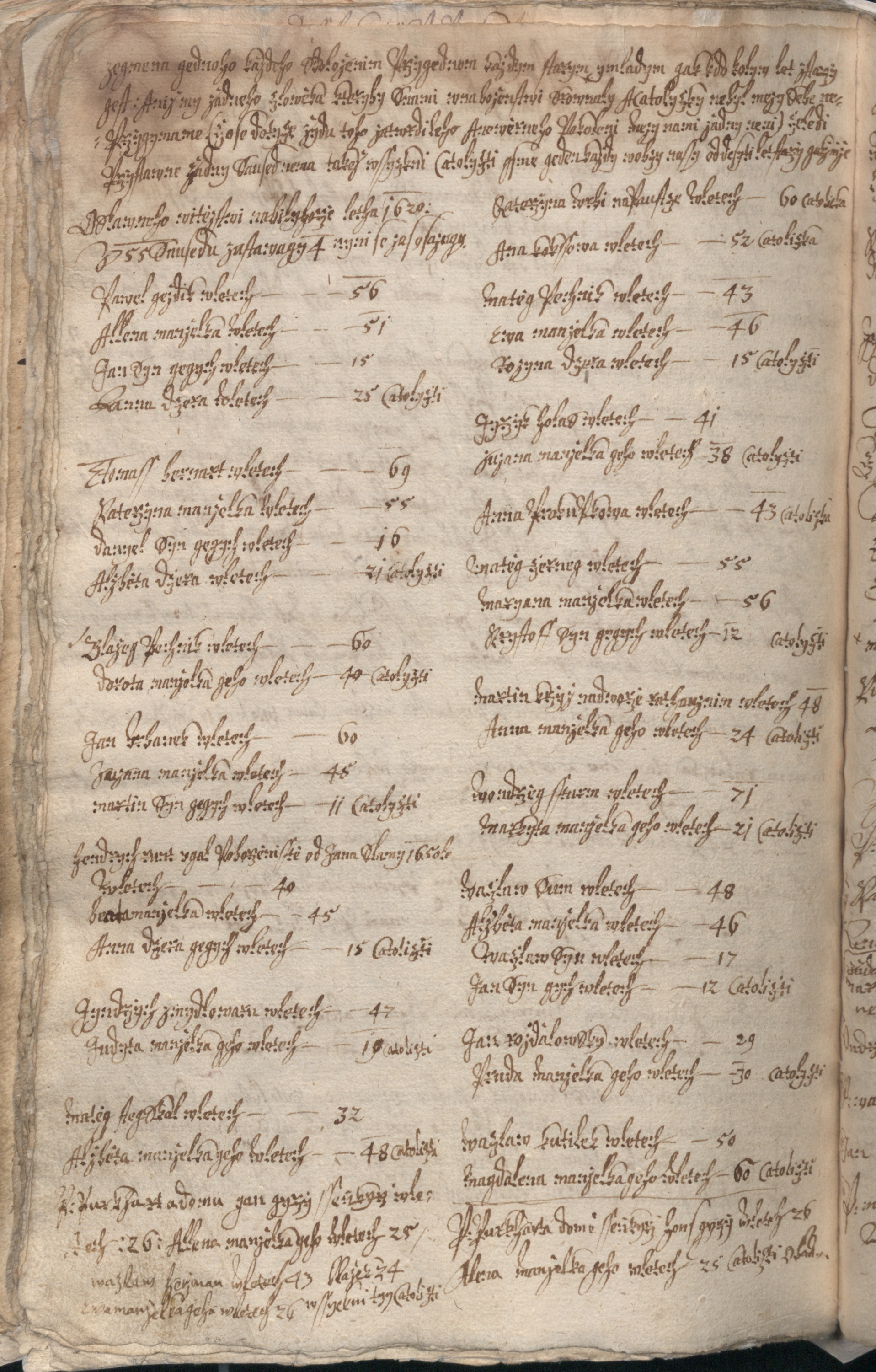
Zápisy Pavla Ježdíka (1639–1654) v radním manuálu
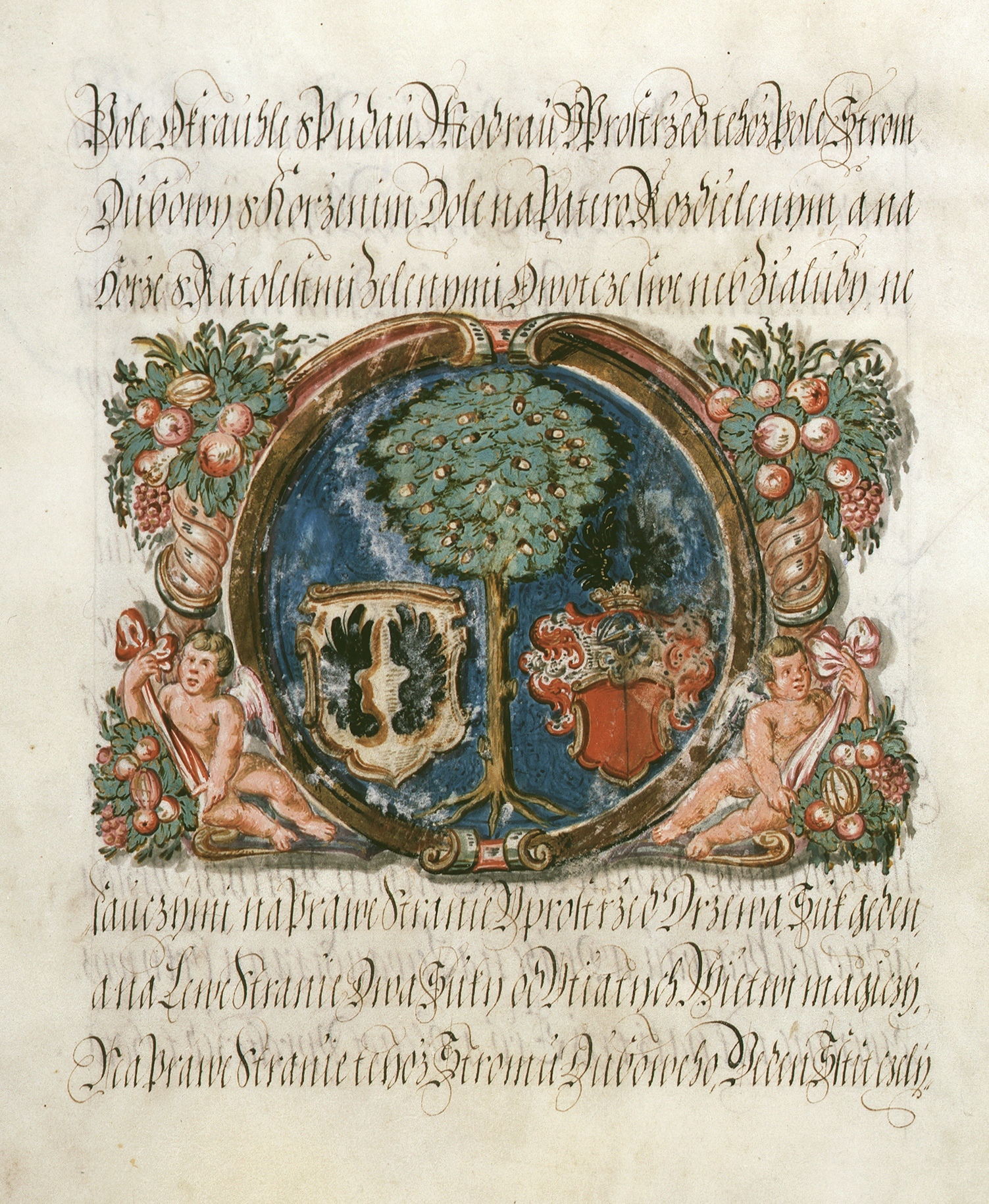
Detail erbu z konfirmační listiny Leopolda I. pro městečko Čelákovice z 15. května 1680
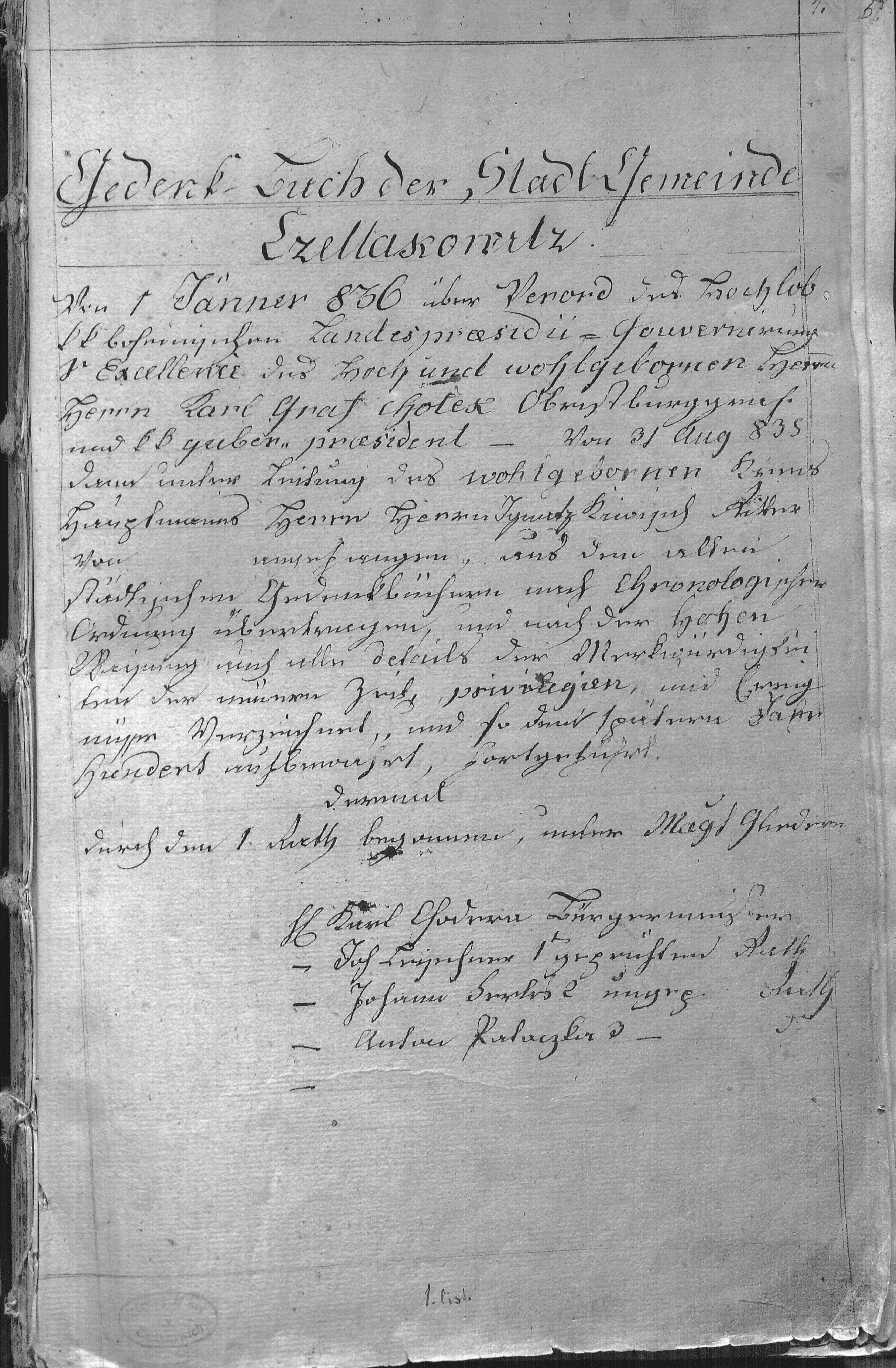
První strana kroniky města Čelákovice, založené 1. ledna 1836 (dle pokynu hraběte Karla Chotka z 31. srpna 1835). Podepsán purkmistr Karel Choděra.

### Územněsprávní začlenění
Dějiny územněsprávního začleňování zahrnují období od roku 1850 do současnosti. V chronologickém přehledu je uvedena územně administrativní příslušnost města v roce, kdy ke změně došlo:
- 1850 země česká, kraj Praha, politický okres Karlín, soudní okres Brandýs nad Labem[5]
- 1855 země česká, kraj Praha, soudní okres Brandýs nad Labem[5]
- 1868 země česká, politický okres Karlín, soudní okres Brandýs nad Labem[5]
- 1908 země česká, politický i soudní okres Brandýs nad Labem[6]
- 1939 země česká, Oberlandrat Mělník, politický i soudní okres Brandýs nad Labem[7]
- 1942 země česká, Oberlandrat Praha, politický i soudní okres Brandýs nad Labem[8]
- 1945 země česká, správní i soudní okres Brandýs nad Labem[9]
- 1949 Pražský kraj, okres Brandýs nad Labem[10]
- 1960 Středočeský kraj, okres Praha-východ[11]

### Rok 1932
Ve městě Čelákovice (přísl. Čelakovský Hrádek, Jiřina, 4469 obyvatel, poštovní úřad, telegrafní úřad, telefonní úřad, četnická stanice, katolický kostel, obchodní grémium, společenstvo různých živností, hostinských a výčepníků, sbor dobrovolných hasičů) byly v roce 1932 evidovány tyto živnosti a obchody (výběr): 2 lékaři, zubní lékař, 2 zvěrolékaři, 2 autodrožky, biograf Osvěta, cihelna, 3 cukráři, 2 drogerie, fotoateliér, 2 hodináři, hospodářské družstvo, 13 hostinců, 2 hotely (Grand, Olmer), 3 kapelníci, knihkupectví, knihtiskárna, velkoobchod koloniálním zbožím, kovodělné závody, říční lázně, lékárna, mlýn, pivovar, realitní kancelář, Družstevní záložna, Městská spořitelna, Občanská záložna, Obchodnicko-řemeslnická záložna, Okresní záložna, Živnostenská záložna, 3 stavitelé, továrna na hospodářské stroje, továrna na obráběcí stroje, 2 zubní ateliéry.
V obci Sedlčánky (přísl. Císařská Kuchyně, 511 obyvatel, samostatná obec se později stala součástí Čelákovic) byly v roce 1932 evidovány tyto živnosti a obchody: elektrotechnický závod, 4 hostince, dělnický konsum, kovář, obuvník, 2 rolníci, 2 řezníci, 3 obchody se smíšeným zbožím, spořitelní a záložní spolek pro Sedlčánky a Kuchyň, 2 trafiky.
V obci Záluží (375 obyvatel, samostatná obec se později stala součástí Čelákovic) byly v roce 1932 evidovány tyto živnosti a obchody: cihelna, obchod s drůbeží, 2 hostince, kolář, kovář, obuvník, 5 rolníků, 2 obchody se smíšeným zbožím, trafika, zámečník.
Městský archiv Čelákovic je uložen ve Státním okresním archivu Praha-venkov.

## Památky
- Středověká tvrz Čelákovice, roku 1579 renesančně upravená, sídlo městského muzea
- Kostel Nanebevzetí Panny Marie – románský kostel postavený na přelomu 12. a 13. století, v letech 1712–1713 barokně rozšířený
- Novobarokní radnice z roku 1911
- Budova děkanství z roku 1780
- Barokní socha svatého Jana Nepomuckého z 18. století
- Pamětní deska „u Diamantů“ na připomínku rodiny Diamantových, jejíž členové byli odvezeni do koncentračních táborů.[16] Z rodiny přežily jen Věra Diamantová Gissingová a její sestra Eva. Zachránil je Brit Sir Nicholas Winton.
- Vodní mlýn v Čelákovicích
- Volmanova vila
- Husův sbor – funkcionalistická sakrální stavba z roku 1936

## Obyvatelstvo

Věková struktura obyvatel v roce 2011
Rodinný stav obyvatel v roce 2011
Vzdělání obyvatel v roce 2011

## Osobnosti a události
K Čelákovicím se váže svým narozením či životem řada osobností, mimo jiné česko-britská spisovatelka Věra Gissingová, historik Jaroslav Vrchotka, biskup Jednoty bratrské Matěj Červenka, hudební skladatel Jan Zach, filozof a spisovatel Josef Vojtěch Sedláček, spisovatel Josef Jiří Stankovský, botanička, zooložka Marie Z. Baborová-Čiháková, malíř Čeněk Janda, velitel 312. československé stíhací perutě RAF v Anglii za druhé světové války letecké eso Alois Vašátko, literární historik Vladimír Kovářík, básník Jindřich Hilčr, básník a spisovatel Eduard Petiška, sochař Jaroslav Šajn, malíř a grafik Jiří Hanžlík, nebo podnikatel a investor Pavel Tykač.
V Čelákovicích proběhla část druhé odbojové akce bratří Mašínů. 28. září 1951 dojeli Mašínové a Milan Paumer s unesenou sanitkou na křižovatku dnešní silnice II/611 a odbočky do Kerska a přivázali zde ke stromům členy posádky sanitního vozu. Auto použili při přepadení stanice SNB v Čelákovicích. Přitom zabili strážmistra Jaroslava Honzátka a ukořistili několik zbraní včetně samopalů.
Rekonstrukce obličeje upíra z Čelákovic. V roce 2016 odborníci z Městského muzea v Čelákovicích, firma Geo-cz a brazilský 3D designér Cícero Moraes rekonstruovali obličej jedné ze 14 koster nalezených v roce 1966 s domnělými znaky protivampýrických zásahů. Práce byla představena na výstavě „Byli v Čelákovicích upíři?“ a dostala se na řadu serverů zahraničních médií.

## Sport
Fotbalový klub SK Union Čelákovice hraje šestou nejvyšší českou fotbalovou soutěž – I. A třídu Středočeského kraje. Domácí zápasy hraje na Stadionu U Hájku.
Čelákovice také hostí tradiční letní přípravný fotbalový turnaj Ministerský pohár (dříve O pohár starosty města Čelákovic), jehož se účastní prvoligové kluby.
Mají také nohejbalový klub TJ Spartak Čelákovice, který od roku 2008 hraje nejvyšší českou nohejbalovou soutěž, ve které skončil v letech 2011 a 2013 na třetím místě. V 1. florbalové lize mužů působí tým ASK Orka Čelákovice.

## Doprava
Dopravní síť
- Pozemní komunikace – Městem prochází silnice II/245 Brandýs nad Labem – Stará Boleslav dálnice D10 – Čelákovice – Mochov dálnice D11 – Český Brod.

- Železnice – Město je železniční křižovatkou tratí Praha – Čelákovice – Lysá nad Labem – Kolín, Čelákovice–Neratovice a Čelákovice–Mochov. Tratě se stýkají v odbočné železniční stanici Čelákovice. Na území města leží ještě železniční zastávka Čelákovice-Jiřina na trati 231 a železniční zastávka Čelákovice zastávka na trati 074. Železniční trať Praha – Čelákovice – Lysá nad Labem – Kolín je dvoukolejná elektrizovaná celostátní trať, doprava byla v úseku Praha – Lysá nad Labem zahájena roku 1873. Železniční trať Čelákovice–Neratovice je jednokolejná regionální trať, doprava mezi Čelákovicemi a Brandýsem nad Labem byla zahájena roku 1882. Železniční trať Čelákovice–Mochov je jednokolejná regionální trať původně postavená roku 1883 pro nákladní dopravu. Osobní doprava zde je provozována od roku 1939, přerušena byla mezi prosincem 2006 a dubnem 2018.

Veřejná doprava
- Autobusová doprava – Příměstské autobusové linky dopravce ČSAD Střední Čechy, a. s. vedly v roce 2011 do Brandýsa nad Labem-Staré Boleslavi a Úval, dopravce Okresní autobusová doprava Kolín, s. r. o. provozoval linky do Českého Brodu, Kouřimi a Sadské.
- Železniční doprava – Po trati 231 vedou linky S2 (Praha – Nymburk – Kolín), S22 (Praha – Milovice) a S9 (Lysá nad Labem – Praha – Benešov u Prahy) v rámci pražského systému Esko, po trati 074 je vedena linka S23 a po trati 233 linka S24. Na trati 231 v Čelákovicích v pracovních dnech roku 2011 zastavovalo 39 párů osobních vlaků, rychlíky zde projížděly. Po trati 074 v pracovních dnech jezdilo 19 párů osobních vlaků, o víkendech 17 párů osobních vlaků. Na trati 233 nebyla v roce 2011 žádná pravidelná doprava, avšak od dubna 2018 byla obnovena v rozsahu 6 párů vlaků v pracovních dnech.

## Části města
Město se dělí na části, z nichž vlastní Čelákovice, Sedlčánky a Záluží mají svůj katastr a Císařská Kuchyně leží v katastru Sedlčánky. Části se dále na základní sídelní jednotky:
| část obce        | katastr            | základní sídelní jednotky |
| ---------------- | ------------------ | --- |
| Čelákovice       | Čelákovice         | Čelákovice-střed, Na požárech, Stabenovka, Třetina, U brandýské silnice, U nádraží, U továrny-východ, U továrny-západ, V Rybníčkách, Za tratí |
| Císařská Kuchyně | Sedlčánky          | Císařská Kuchyně |
| Sedlčánky        | Sedlčánky          | Hatě, K Borku, Sedlčánky |
| Záluží           | Záluží u Čelákovic | Mezi tratěmi, U Pardusova, Záluží |

## Galerie

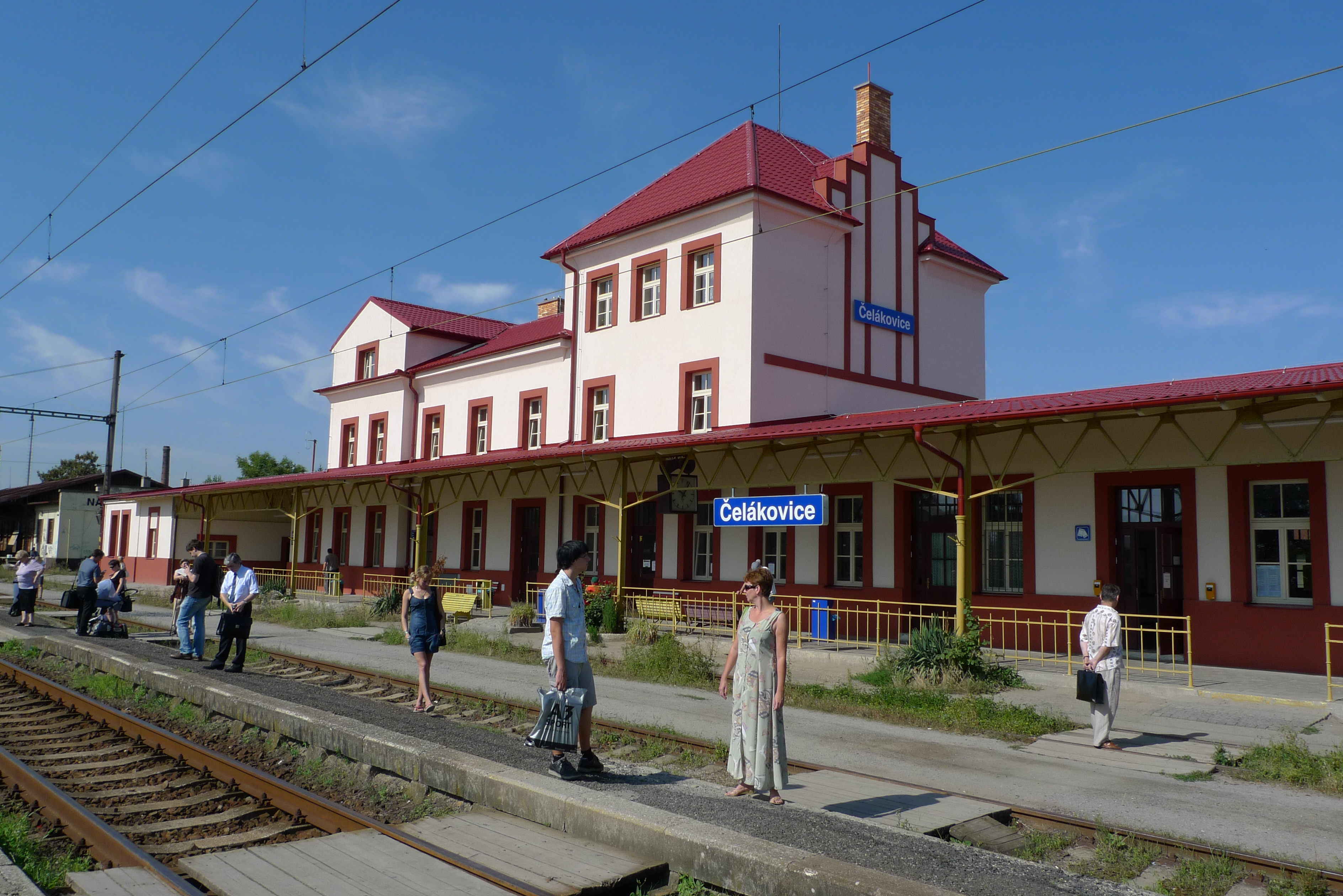
Nádraží v Čelákovicích (před optimalizací 2017–2018)
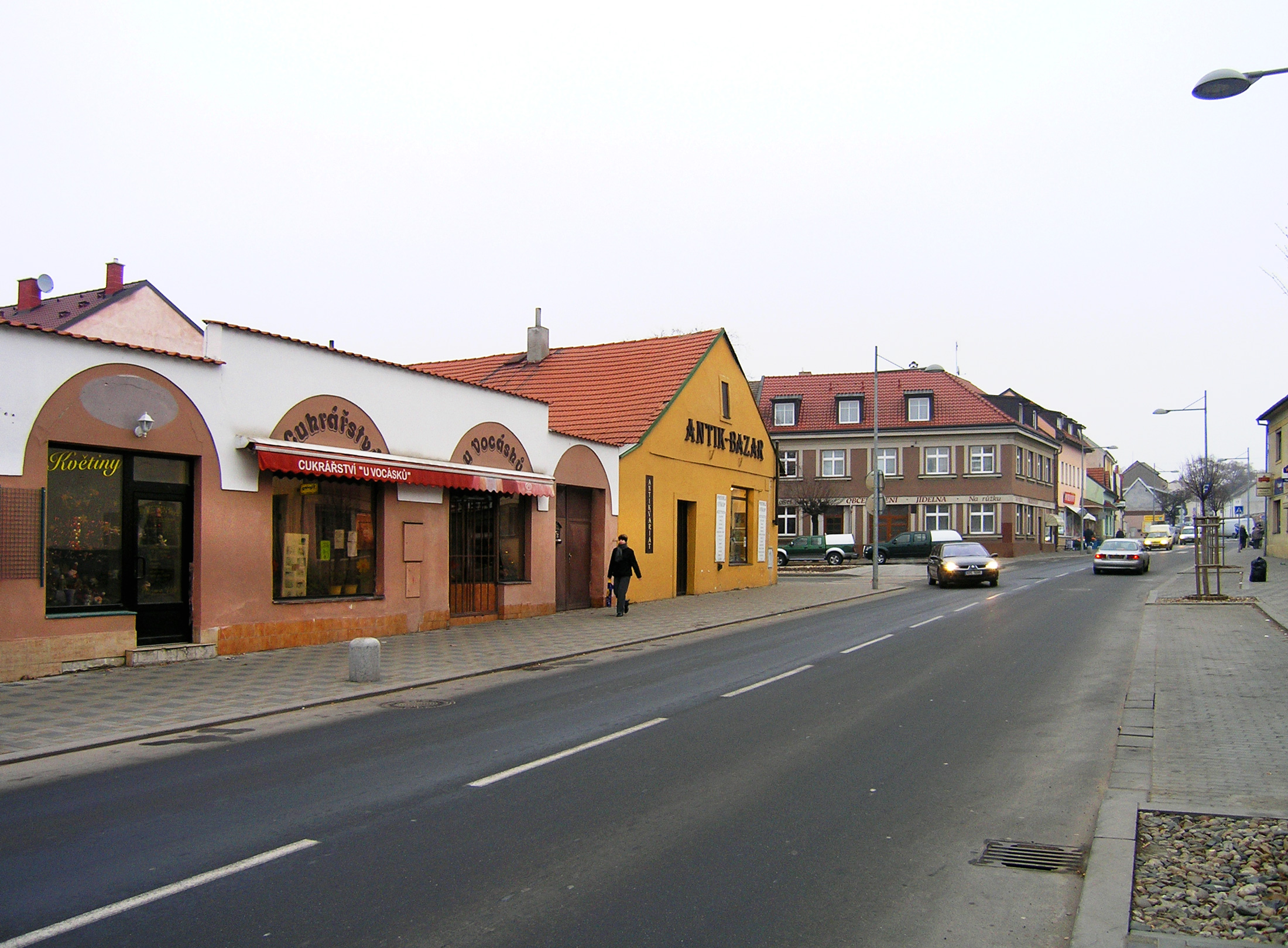
Sedláčkova ulice
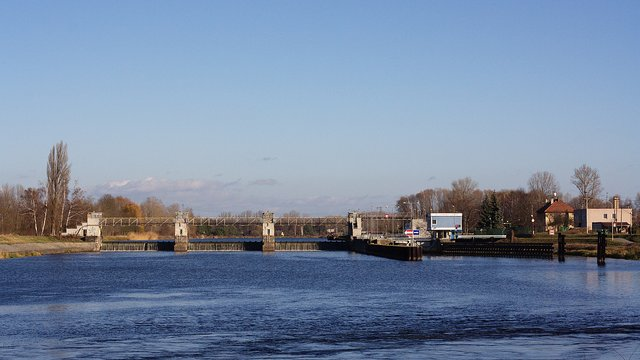
Zdymadla s plavební komorou na Labi
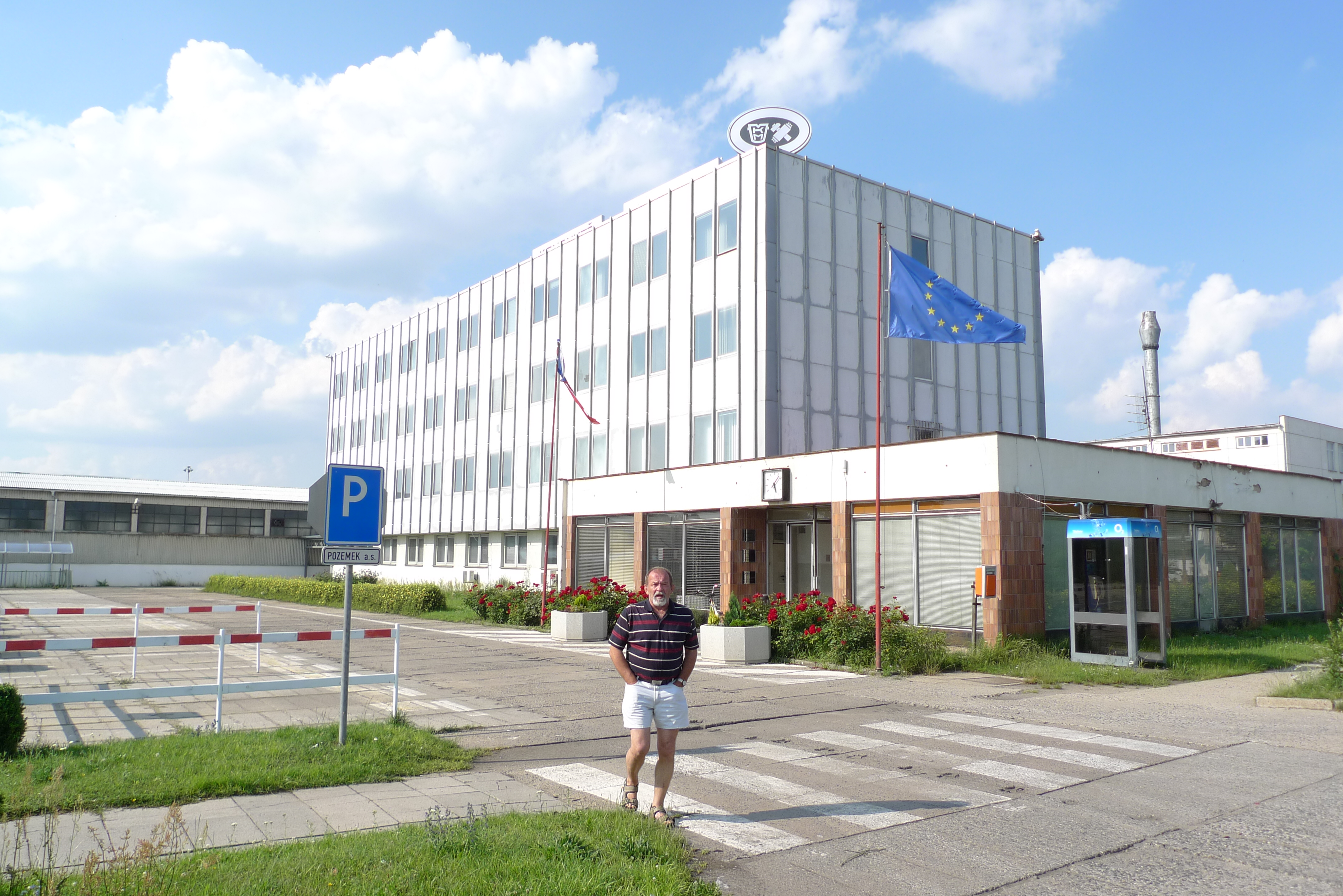
Vstupní budova Kovohutí Čelákovice
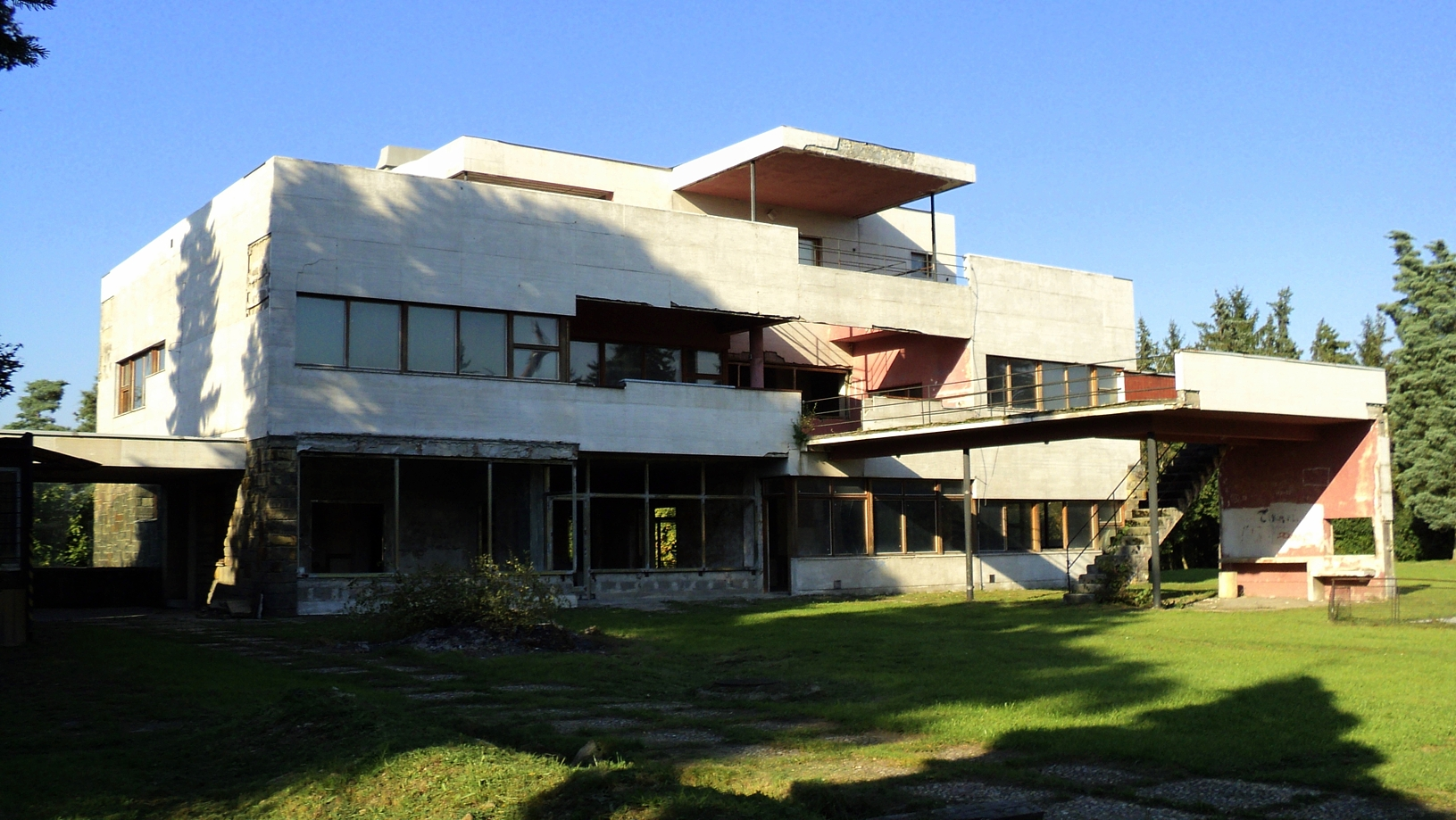
Volmanova vila ve stavu před rekonstrukcí
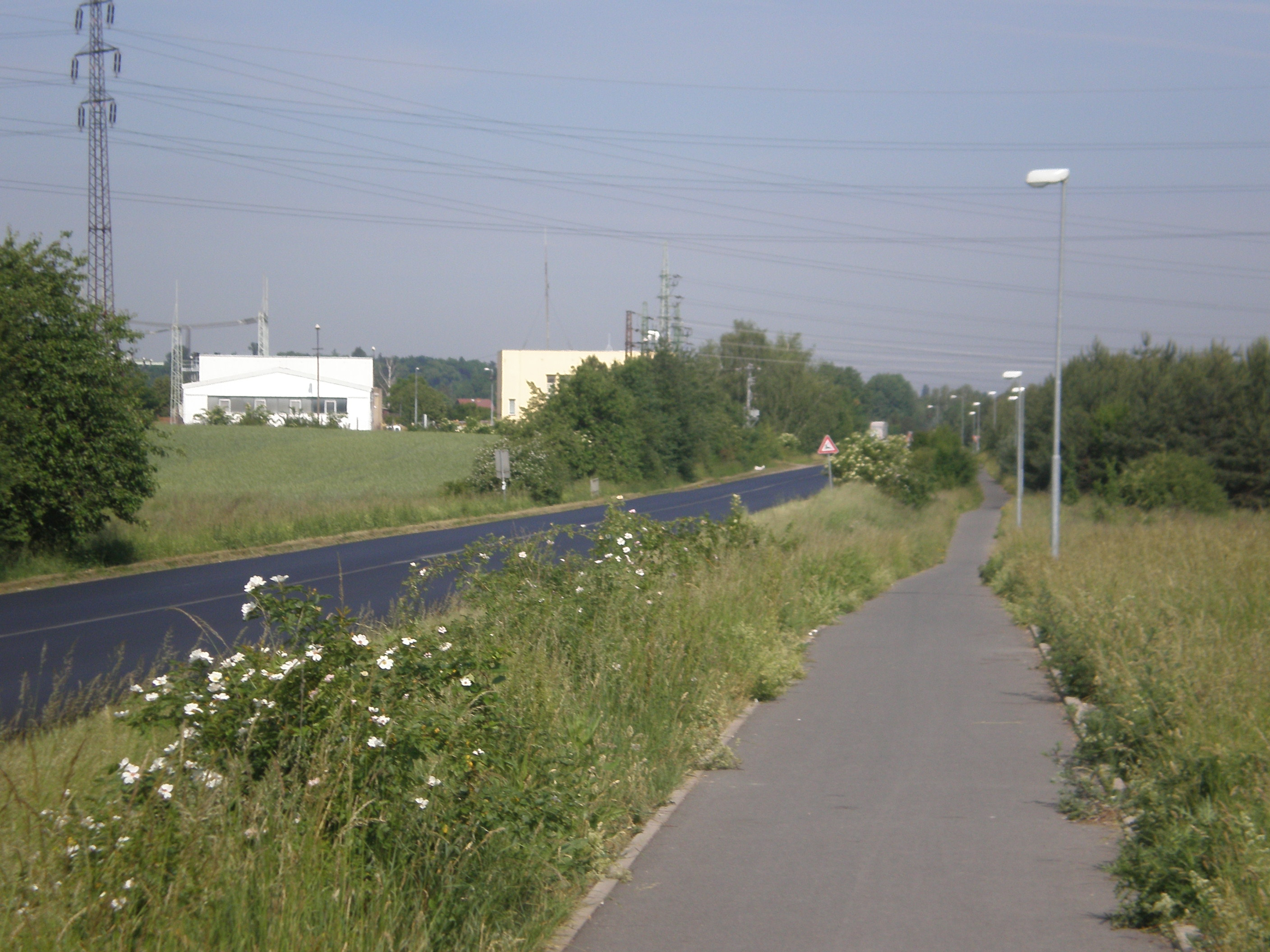
Cyklostezka mezi Čelákovicemi a Lázněmi Toušeň
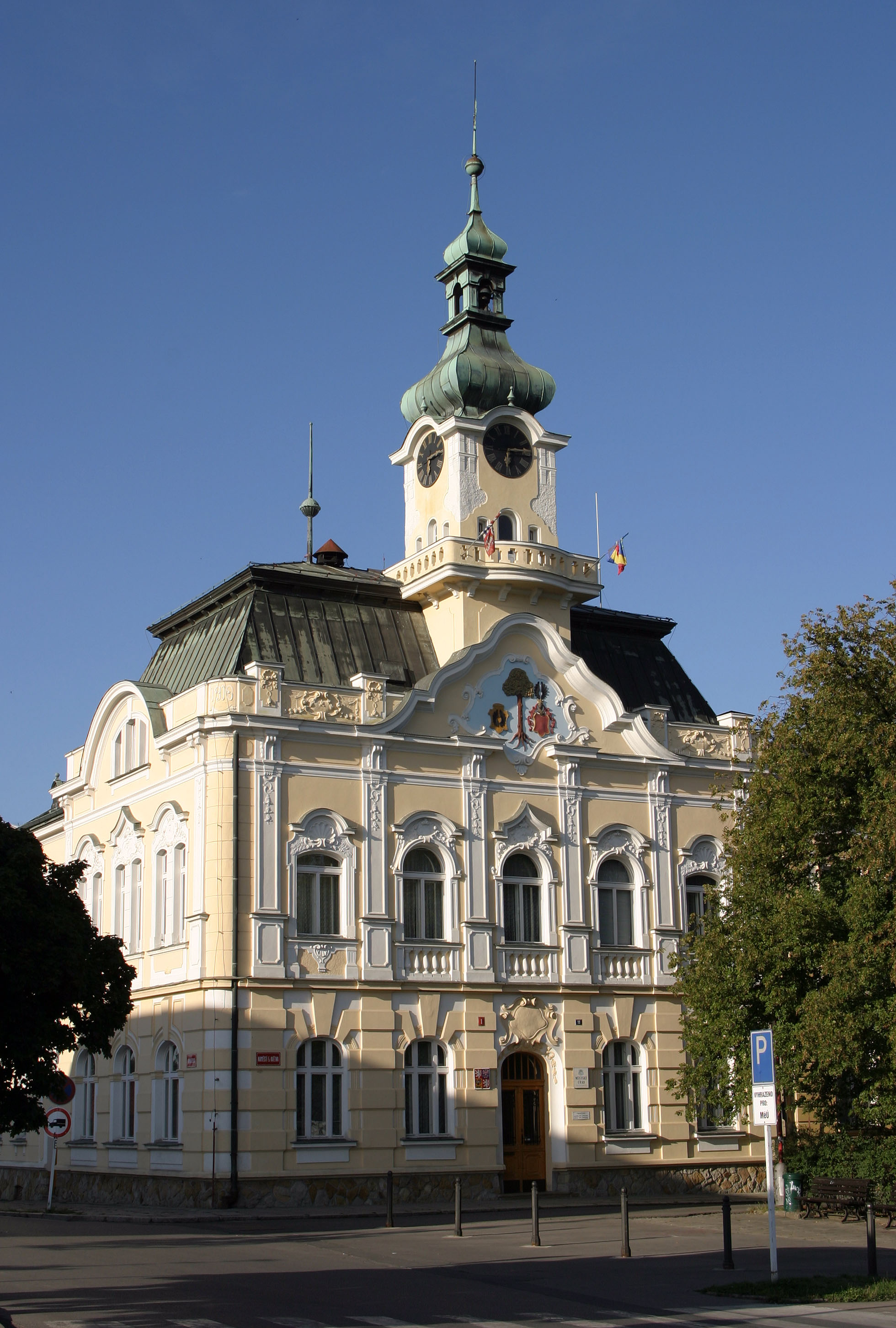
Čelákovice – radnice na náměstí 5. května
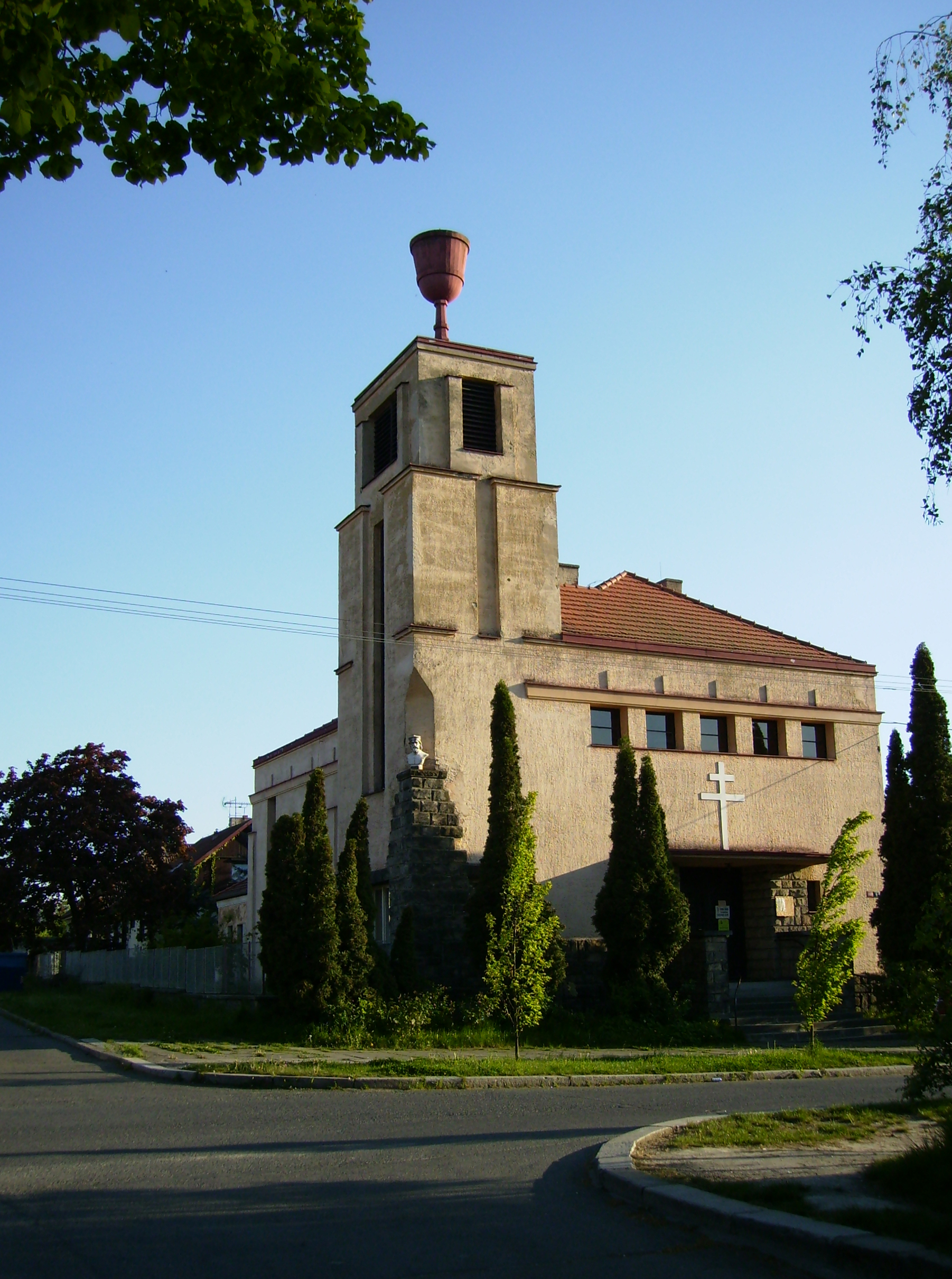
Husův sbor

## Partnerská města
Čelákovice nemají družební města a spolupracují pouze s městem Čcheng-tu v Číně.